# Mestre artesà
|  | Per a altres significats, vegeu «Diploma de Mestre artesà». |

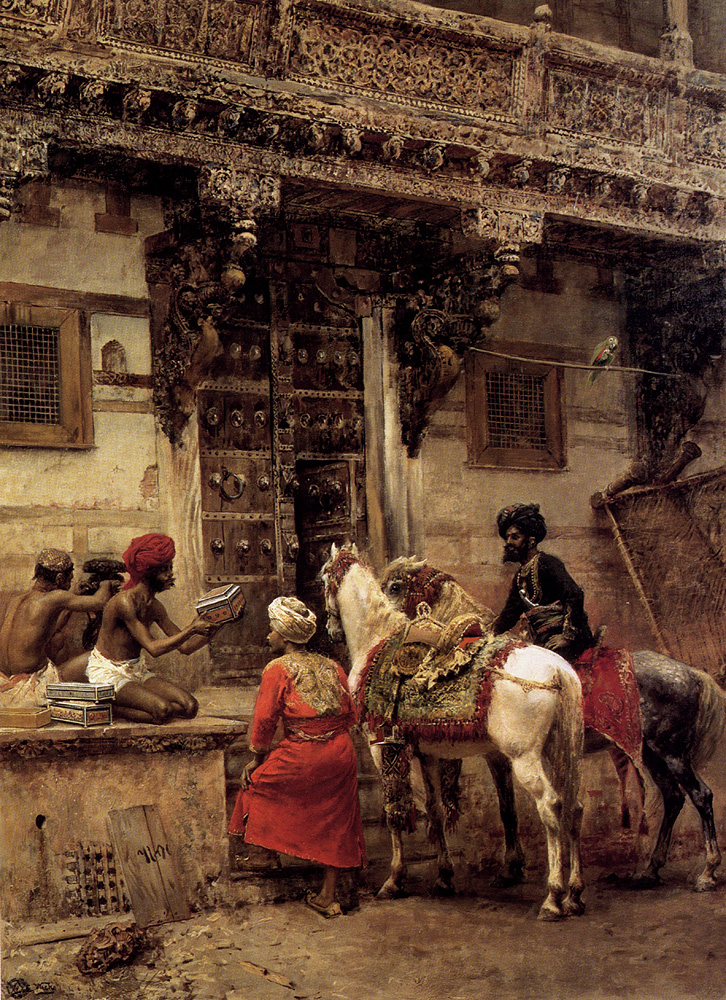
«Artesà venent estoigs al costat d'un edifici de fusta de teca d'Ahmedabad», d'Edwin Lord Weeks (1895)

El títol de mestre artesà, avui dia, és la qualificació professional més alta en les indústries artesanes. Històricament, un mestre artesà o mestre comerciant (de vegades anomenat només mestre o gran mestre) era un membre d'un gremi.
En el sistema de gremis europeu (o «guilda») de l'edat mitjana només els mestres i els oficials podien ser membres del gremi. Un aspirant a mestre hauria de passar pel procés d'aprenent a oficial abans de poder ser elegit per convertir-se en mestre artesà. Aleshores hauria de produir una suma de diners i una obra mestra abans de poder unir-se al gremi. Si l'obra mestra no era acceptada pels mestres, no se li permetia unir-se al gremi, i podia arribar a romandre com a oficial durant la resta de la seva vida.

## Història
Des de finals del segle XIV, l'oficial que volia muntar el seu propi taller, per al que necessitava tenir la categoria de mestre, havia d'aprovar un rigorós examen consistent en la realització d'una «obra mestra» que demostrés el seu domini de l'ofici, previ pagament d'unes quantitats de diners força elevades. En molts casos els fills dels mestres estaven dispensats o bé del pagament dels drets d'examen, o bé de realitzar la prova, i a vegades de les dues coses, la qual cosa va aixecar les protestes dels oficials.
Entre altres mesures per a evitar la competència entre els diversos tallers, les reglamentacions gremials limitaven el nombre d'oficials i d'aprenents que podia emprar cada mestre. També s'encarregaven de la compra de matèries primeres per evitar l'acaparament que poguessin fer alguns mestres i assegurar que tothom en tingués.
Els mestres dominaven els gremis perquè només ells podien accedir als seus càrrecs directius (anomenats priors i cònsols al Principat de Catalunya; mayordomo en el Regne d'Aragó; clavaris en el Regne de València; clavaris i sobreposats en el Regne de Mallorca; consuls, prudhommes, prévots en el Regne de França i jurados y veedores a Castella), bé fos per cooptació, per elecció o a sorts, bé per designació de les autoritats municipals en el cas dels gremis «regulats». El control dels gremis pels mestres, cada vegada més aferrats als seus privilegis i més preocupats per l'aparició de noves formes de producció «capitalistes» i mercaders que proporcionaven matèria primera a artesans no agremiats, es va anar accentuant amb el temps fins a convertir els gremis a la fi de l'Edat mitjana en «organismes restrictius».